# Крутые меры
«Крутые меры» (англ. Bastille Day) — боевик 2016 года режиссёра Джеймса Уоткинса, снятый по сценарию Эндрю Болдуина. В главных ролях — Идрис Эльба, Ричард Мэдден, Шарлотта Лебон, Эрик Эбуане и Хосе Гарсиа. Фильм был выпущен в Великобритании 22 апреля 2016 года. Премьера в России состоялась 28 июля 2016 года.

## Сюжет
Ловкий карманник Майкл Мэйсон привлекает внимание полиции и спецслужб, когда крадёт сумку, содержащую гораздо больше, чем просто бумажник. На его след выходит дерзкий и резкий спецагент ЦРУ Шон Брайар. Вдвоём они становятся мишенью тайной преступной организации и в течение суток должны вывести злоумышленников на чистую воду.

## В ролях
| Актёр          | Роль          |
| -------------- | ------------- |
| Идрис Эльба    | Шон Брайар    |
| Ричард Мэдден  | Майкл Мэйсон  |
| Шарлотта Лебон | Зои Нэвилл    |
| Келли Райлли   | Карен Дакр    |
| Хосе Гарсиа    | Виктор Гамиеу |
| Анатолий Юсеф  | Том Ладди     |
| Эрик Эбуане    | Баба          |

## Производство
11 ноября 2013 года Идрис Эльба получил главную роль в фильме. 18 мая 2014 года Focus Features приобрела права на распространение фильма в США. 2 октября 2014 года Ричард Мэдден присоединился к актёрскому составу. Основные съёмки начались 13 октября 2013 года в Париже и завершились 17 декабря 2014 года.

## Критика
«Крутые меры» получил смешанные отзывы от кинокритиков. На сайте Rotten Tomatoes его рейтинг «свежести» составляет 46 % со средней оценкой в 5.2 баллов из 10 на основе 65 рецензий. Metacritic, который выставляет оценки на основе среднего арифметического взвешенного, дал фильму 49 баллов из 100 на основе 15 рецензий.

## Выход
Фильм был выпущен в Великобритании 22 апреля 2016 года компанией StudioCanal.